# Pseudotachidius abyssalis
Pseudotachidius abyssalis is een eenoogkreeftjessoort uit de familie van de Pseudotachidiidae. De wetenschappelijke naam van de soort is voor het eerst geldig gepubliceerd in 1974 door Becker.